# Lenguas gippsland
Las lenguas Gippsland son una rama de Lenguas pama-ñunganas de Australia. Se hablaban en la región de Gippsland, la parte más al sur de Australia continental, en el estrecho de Bass. Hay tres ramas bastante distantes; estos a menudo se consideran idiomas únicos, aunque los dialectos de Gaanay a veces se cuentan por separado:
- Gunai (Kurnai): Muk-thang, Nulit, Thangquai, Bidhawal
- Dhudhuroa
- Pallanganmiddang

Todos son ahora lenguas extintas.
Las lenguas de Gippsland, especialmente Gaanay, tienen fonotácticas que son inusuales para las lenguas de Australia continental, pero características de las lenguas de Tasmania.